# Aethophyllum stipulare
Aethophyllum stipulare ist ein ausgestorbener Vertreter der Voltziales, früher Verwandter der Koniferen. Sie ist der einzige bekannte krautige Vertreter der Coniferopsida.

## Merkmale
Ausgewachsene Pflanzen sind selten mehr als zwei Meter hoch. Bereits 30 cm hohe Pflanzen sind fertil. Der Stamm hat einen Durchmesser von bis zu zwei cm und ist wenig verzweigt. Der Stammtyp ist eine Eustele, das Protoxylem liegt innen (endarch). Der Stamm ist von zahlreichen luftgefüllten Hohlräumen durchzogen. Das Mark im Stammzentrum ist parenchymatisch. Sekundäres Xylem (Holz) ist praktisch nicht ausgebildet.
Die Blätter sind zahlreich und linealisch. Sie sind 5 bis 30 cm lang und 0,2 bis 0,9 cm breit. Sie sind sitzend, parallelnervig mit vier bis sieben Nerven und an der Achse herablaufend.

### Fortpflanzungsorgane
Die weiblichen Zapfen stehen in Gruppen an den niedrigeren Seitenzweigen. Sie sind 3,5 bis 22 cm lang und haben einen Durchmesser von 1 bis 2 cm. An der Zapfenachse stehen die Tragblatt-Samenschuppen-Komplexe in schraubiger Anordnung. Die Tragblätter sind linealisch. In der Achsel jeden Tragblattes steht eine Samenschuppe. Diese besitzt fünf hornartige Fortsätze, an jedem sitzt an der Basis eine rückwärtsgekrümmte Samenanlage, deren Mikropyle zur Zapfenachse hinweist. Tragblatt und Samenschuppe sind an ihrer Basis miteinander verwachsen und bilden eine Art Stiel.
Die langen männlichen Zapfen stehen an der Spitze der Pflanzen. Sie sind ellipsoidisch, rund 5 cm lang bei einem Durchmesser von 1,5 cm. Sie besitzen zahlreiche, dicht imbricat stehende Sporophylle. Diese sind gestielt und schildartig. Sie tragen an der Unterseite vier bis sechs langgestreckte Sporangien. Der Pollen ist bisaccat.
Alle Zweige der Pflanze enden in Zapfen. Nach der Zapfenbildung kann daher kein Zweig sein apikales Wachstum fortsetzen. Die Pflanzen könnten zwar über axilläre Knospen weiterwachsen, das Fehlen größerer Pflanzen legt jedoch die Vermutung nahe, dass Aethophyllum über ein determiniertes Wachstum verfügte.

### Keimlinge
Die Samen keimten epigäisch. Das Hypokotyl ist gut entwickelt und trägt meist zwei Keimblätter. Die Primärblätter ähneln dann den späteren Blättern, sind aber kleiner. Bereits die Keimblätter sind linealisch und parallelnervig.
Die Keimblätter sind zweinervig, die darauf folgenden Blätter viernervig, während die Blätter an älteren Pflanzen meist sechs Nerven besitzen.

## Ökologie
Aethophyllum stipulare wuchs sehr rasch. Die Pflanze wuchs in den Überschwemmungsgebieten eines Flussdeltas. Sie bildete Samen zur gleichen Zeit, in der das sekundäre Dickenwachstum einsetzte, also innerhalb eines Jahres. Sie war eine Ruderalpflanze, die rasch die trockengefallenen Bereiche des Flussdeltas besiedeln konnte. Die Samenproduktion fand dann vor der nächsten Überschwemmung statt. Krautige Ruderalpflanzen sind heute auf die Bedecktsamer beschränkt. Diese Wachstumsstrategie war lange als Ursache für den Erfolg der Bedecktsamer angesehen worden, hatte sich aber mit Aethophyllum bereits vor dem Entstehen der Bedecktsamer entwickelt.

## Systematik
Die Gattung Aethophyllum und die Art Aethophyllum stipulare wurden 1828 von Adolphe Brongniart erstbeschrieben. Schimper und Mougeot stellten sie 1844 zu den Monokotyledonen, August Schenk setzte sie 1891 mit Schizoneura paradoxa gleich, einem Vertreter der Equisetales. Karl Mägdefrau erkannte 1942, dass es sich doch um zwei unterschiedliche Arten handelt. Erst Grauvogel-Stamm und Grauvogel erkannten 1975, dass es sich bei Aethophyllum um eine Konifere handelt. Sie konnten auch die 1973 als Masculostrobus acuminatus beschriebenen, isoliert aufgefundenen männlichen Zapfen der Art Aethophyllum stipulare zuordnen.
Die Art wird von Taylor et al. in die Ordnung Voltziales gestellt, aber aufgrund unzureichender Informationen keiner Familie zugeordnet, sie steht also incertae sedis.
In einer kladistischen Studie kam Aethophyllum als Schwestergruppe von (Dolomitia cittertiae + Majonica alpina) innerhalb der voltzaartigen Voltziales zu liegen. Dies sind spät-permische und triassische Formen.

## Belege
1. ↑  William A. DiMichele, Robert A. Gastaldo: Plant Paleoecology in Deep Time. Annals of the Missouri Botanical Garden, Band 95, 2008, S. 144–198, hier 148.
2. 1 2 3  Thomas N. Taylor, Edith L. Taylor, Michael Krings: Paleobotany. The Biology and Evolution of Fossil Plants. Second Edition, Academic Press 2009, ISBN 978-0-12-373972-8. S. 823.
3. 1 2 3 4 5  Léa Grauvogel-Stamm, Louis Grauvogel: Aethophyllum Brongniart 1828, conifère (non équisétale) du grés à Voltzia (Buntsandstein supérieur) des Vosges (France). Note préliminaire. Géobios, Band 8, 1975, S. 143–146. doi:10.1016/S0016-6995(75)80012-X
4. 1 2 3  Aljos Farjon: A Natural History of Conifers. Timber Press, Portland 2008, ISBN 978-0-88192-869-3, S. 88.
5. 1 2  Gar W. Rothwell, Léa Grauvogel-Stamm, Gene Mapes: An herbaceous fossil conifer: Gymnospermous ruderals in the evolution of Mesozoic vegetation. Palaeogeography, Palaeoclimatology, Palaeoecology, Band 156, 2000, S. 139–145. doi:10.1016/S0031-0182(99)00136-4
6. ↑  Gar W. Rothwell, Gene Mapes, Genaro R. Hernandez-Castillo: Hanskerpia gen. nov. and phylogenetic relationships among the most ancient conifers (Voltziales). Taxon, Band 54, 2005, S. 733–750.